# معرض هانوفر

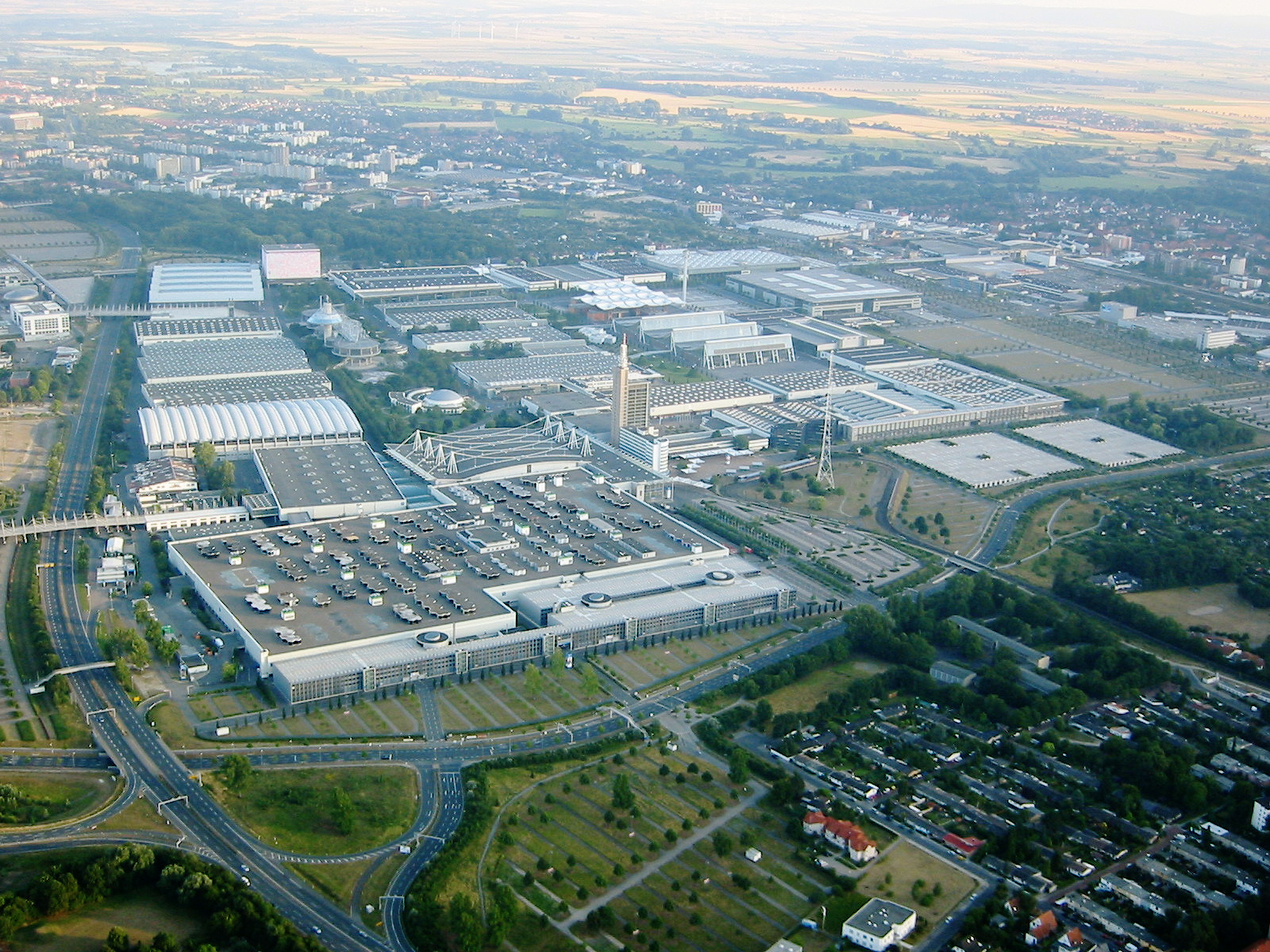
مركز المعارض، منظر جوي من عام 2008

معرض هانوفر (بالألمانية: Messegelände Hannover) أكبر ملتقى صناعي على الصعيد العالمي حيث يستقطب عددًا هائلًا من العارضين الذين يقدمون من شتى بقاع العالم إلى ساحته الواقعة بعاصمة ولاية سكسونيا السفلى (مدينة هانوفر) وتقدر مساحة المباني بنحو 496. 000 متر مربع وتضم 27 صالة عرض، ويهتم المعرض الدولي المتخصص في الوسائل التقنية الصناعية كافة الخبرات والمهارات المختلفة والمنتجات ذات الاتجاهات الجديدة.
عادة يستقطب نحو 6,500 عارض وحوالي 250,000 زائر. بدأ أول مرة سنة 1947م في مبنى مصنع غير مدمر في منطقة لاتزن جنوب هانوفر، عقب الحرب العالمية الثانية. أعدت له الحكومة العسكرية البريطانية لتعزيز النهوض الاقتصادي في ألمانيا بعد الحرب.

## الروابط الخارجية
- الموقع الرسمي للمعرض